# La Revue juive
La Revue juive est une revue littéraire bimestrielle, publiée en 1925 par la Nouvelle Revue française au sein des éditions Gallimard. Elle n'édite que six numéros et disparaît en moins d'un an malgré le prestige de son comité de rédaction, constitué entre autres par Albert Cohen, Freud et Einstein.

## Historique
La Revue juive est conçue en 1923 par Albert Cohen à l'initiative des milieux sionistes auxquels il appartient et à la demande de Chaïm Weizmann (futur président de l'État d’Israël), qu'il a rencontré en 1920,. La première épouse d'Albert Cohen souffrant d'un cancer (dont elle mourra le 23 mars 1924), son amie Yvonne Imer assure le secrétariat de La Revue juive dès les derniers mois de 1923. Jacques Rivière indique à Gaston Gallimard à la veille de Noël 1923 qu'Albert Cohen veut lui proposer la création d'une revue sioniste. Elle ne paraîtra au sein de la  NRF qu'à partir du 15 janvier 1925, date du premier numéro.
La fondation de la revue se situe dans le contexte d'une montée de l'antisémitisme en France qui incite une partie des intellectuels juifs à souhaiter intervenir dans le débat politique, au moment même où la « renaissance juive » est d'actualité sous l'impulsion notamment d'André Spire, dont Albert Cohen a fait la connaissance en 1914. Son objectif, ambitieux, est de former le principal pivot de cette renaissance.
Outre Albert Cohen, André Spire et Chaïm Weizmann, le comité éditorial comprend l'écrivain et critique littéraire Georg Brandes, le scientifique Albert Einstein, le neurologue Sigmund Freud, l'économiste Charles Gide (oncle d'André Gide) et le médecin Léon Zadoc-Kahn,. Les six numéros de la revue sont signés par Max Jacob, Pierre Benoit, Jacques de Lacretelle, Armand Lunel, Léon Brunschvicg, Élie Faure, Martin Buber, mais aussi Marcel Proust (pour des publications posthumes), ainsi que Georges Cattaui et son cousin Jean de Menasce pour de nombreux comptes rendus, ou encore Max Brod, Jean Cassou, Paul-Louis Couchoud, Henri Hertz, Louis Massignon, Léon Pierre-Quint ou Franz Werfel.
La revue ne réussit cependant à publier que six numéros, dont le dernier paraît en novembre 1925. Les causes de son échec tiennent peut-être à un financement insuffisant de la part des mouvements sionistes, à un manque de fidélisation du lectorat (en septembre 1925, La Revue juive compte 190 abonnés à Paris, 180 en province et 627 à l’étranger), à une absence de cohérence éditoriale ou encore aux hésitations d'Albert Cohen. Âgé d'à peine 30 ans à cette époque et encore peu connu, Cohen voit dans cette entreprise un champ d'expérimentation littéraire et individuelle qui va bientôt le conduire à la création romanesque, ce qui l'amène à se détourner du projet sioniste, et donc collectif, que représente La Revue juive.